# Jag är ingen häxa
Jag är ingen häxa är den andra boken i Kim Kimselius serie om Theo och Ramona. Den utspelar sig under häxförföljelsens tid i 1600-talets Sverige. Jag är ingen häxa kom ut 1998 och i en omarbetat nyutgåva 2005.